# روبرت إف كريستي
روبرت إف كريستي (بالإنجليزية: Robert F. Christy )‏ (و. 1916 – 2012 م) هو فيزيائي، وعالم فلك، وعالم فيزياء فلكية، وأستاذ جامعي من كندا . ولد في فانكوفر . شارك في مشروع مانهاتن .وكان عضواً في الأكاديمية الوطنية للعلوم، والأكاديمية الأمريكية للفنون والعلوم .
توفي في باسادينا، كاليفورنيا، عن عمر يناهز 96 عاماً.

## التعليم
تعلم في جامعة كولومبيا البريطانية، وجامعة كاليفورنيا، بركلي

## مناصب وهيئات
أدار جامعة شيكاغو.

## جوائز
حصل على جوائز منها:
- وسام إدينجتون (1967).